# Championnat canadien de soccer 2008
Navigation
Édition suivante
Le Championnat canadien 2008, aussi appelé Championnat canadien Nutrilite 2008, est la première édition du tournoi canadien de soccer qui se tient du 27 mai au 22 juillet 2008 dans les villes de Montréal, Toronto et Vancouver. Le gagnant du championnat se qualifie pour le tour préliminaire de la Ligue des Champions de la CONCACAF 2008-2009 contre le champion du Nicaragua.
Les équipes participantes sont l'Impact de Montréal, le Toronto FC et les Whitecaps de Vancouver. Le tournoi comprenait des séries aller et retour entre chacune des équipes, soit six parties au total.
Le tournoi est commandité par Nutrilite, fabricant de vitamines, minéraux et suppléments alimentaires.
La Coupe des Voyageurs a été remise à l'Impact de Montréal à l'issue du tournoi.

## Classement
| Rang | Équipe                 | Pts | J | G | N | P | Bp | Bc | Diff |
| ---- | ---------------------- | --- | - | - | - | - | -- | -- | ---- |
| 1    | Impact de Montréal     | 7   | 4 | 2 | 1 | 1 | 5  | 2  | +3   |
| 2    | Toronto FC             | 5   | 4 | 1 | 2 | 1 | 4  | 4  | 0    |
| 3    | Whitecaps de Vancouver | 4   | 4 | 1 | 1 | 2 | 3  | 6  | -3   |

- Vainqueur du championnat et qualification pour le tour préliminaire de la Ligue des champions de la CONCACAF 2008-2009

## Matchs
| 27 mai 2008 | Impact de Montréal                     | 0 - 1 | Toronto FC                           | Stade Saputo, Montréal                     |                                            |
|             | Pesoli 37e · Pesoli 52e · Aguilera 59e |       | 32e Brennan · 50e Harmse · 72e Vélez | Spectateurs : 12 083 Arbitrage : Paul Ward | Spectateurs : 12 083 Arbitrage : Paul Ward |
|             | Rapport                                |       |                                      | Spectateurs : 12 083 Arbitrage : Paul Ward | Spectateurs : 12 083 Arbitrage : Paul Ward |

| 17 juin 2008 | Impact de Montréal           | 2 - 0 | Whitecaps de Vancouver | Stade Saputo, Montréal                           |                                                  |
|              | Jefferson 25e · Gjertsen 35e |       | 23e Jarun              | Spectateurs : 10 054 Arbitrage : Silviu Petrescu | Spectateurs : 10 054 Arbitrage : Silviu Petrescu |
|              | Rapport                      |       |                        | Spectateurs : 10 054 Arbitrage : Silviu Petrescu | Spectateurs : 10 054 Arbitrage : Silviu Petrescu |

| 25 juin 2008 | Whitecaps de Vancouver | 0 - 2 | Impact de Montréal                                                         | Stade Swangard, Burnaby                   |                                           |
|              | Cann 41e               |       | 30e Brown · 33e Di Lorenzo · 38e Testo · 54e Brown · 58e Leduc · 66e Testo | Spectateurs : 4 412 Arbitrage : Paul Ward | Spectateurs : 4 412 Arbitrage : Paul Ward |
|              | Rapport                |       |                                                                            | Spectateurs : 4 412 Arbitrage : Paul Ward | Spectateurs : 4 412 Arbitrage : Paul Ward |

| 1er juillet 2008 | Toronto FC                                 | 0 - 1 | Whitecaps de Vancouver                              | BMO Field, Toronto                              |                                                 |
|                  | Brennan 11e · Guevara 23e · Cunningham 82e |       | 7e Nash · 36e (pen.) Nash · 45e Moose · 88e Addlery | Spectateurs : 18 938 Arbitrage : Steven Depiero | Spectateurs : 18 938 Arbitrage : Steven Depiero |
|                  | Rapport                                    |       |                                                     | Spectateurs : 18 938 Arbitrage : Steven Depiero | Spectateurs : 18 938 Arbitrage : Steven Depiero |

| 9 juillet 2008 | Whitecaps de Vancouver                   | 2 - 2 | Toronto FC                         | Stade Swangard, Burnaby                            |                                                    |
|                | Sebrango 43e · Kindel 63e · Sebrango 87e |       | 61e Edu · 66e Vélez · 75e Ricketts | Spectateurs : 5 288 Arbitrage : Carol Anne Chenard | Spectateurs : 5 288 Arbitrage : Carol Anne Chenard |
|                | Rapport                                  |       |                                    | Spectateurs : 5 288 Arbitrage : Carol Anne Chenard | Spectateurs : 5 288 Arbitrage : Carol Anne Chenard |

| 22 juillet 2008 | Toronto FC   | 1 - 1 | Impact de Montréal                                                           | BMO Field, Toronto                               |                                                  |
|                 | Ricketts 15e |       | 26e Brown · 38e Gatti · 40e Placentino · 53e Braz · 73e Jordan · 90+2e Brown | Spectateurs : 20 107 Arbitrage : Silviu Petrescu | Spectateurs : 20 107 Arbitrage : Silviu Petrescu |
|                 | Rapport      |       |                                                                              | Spectateurs : 20 107 Arbitrage : Silviu Petrescu | Spectateurs : 20 107 Arbitrage : Silviu Petrescu |